# ورزش در اسرائیل

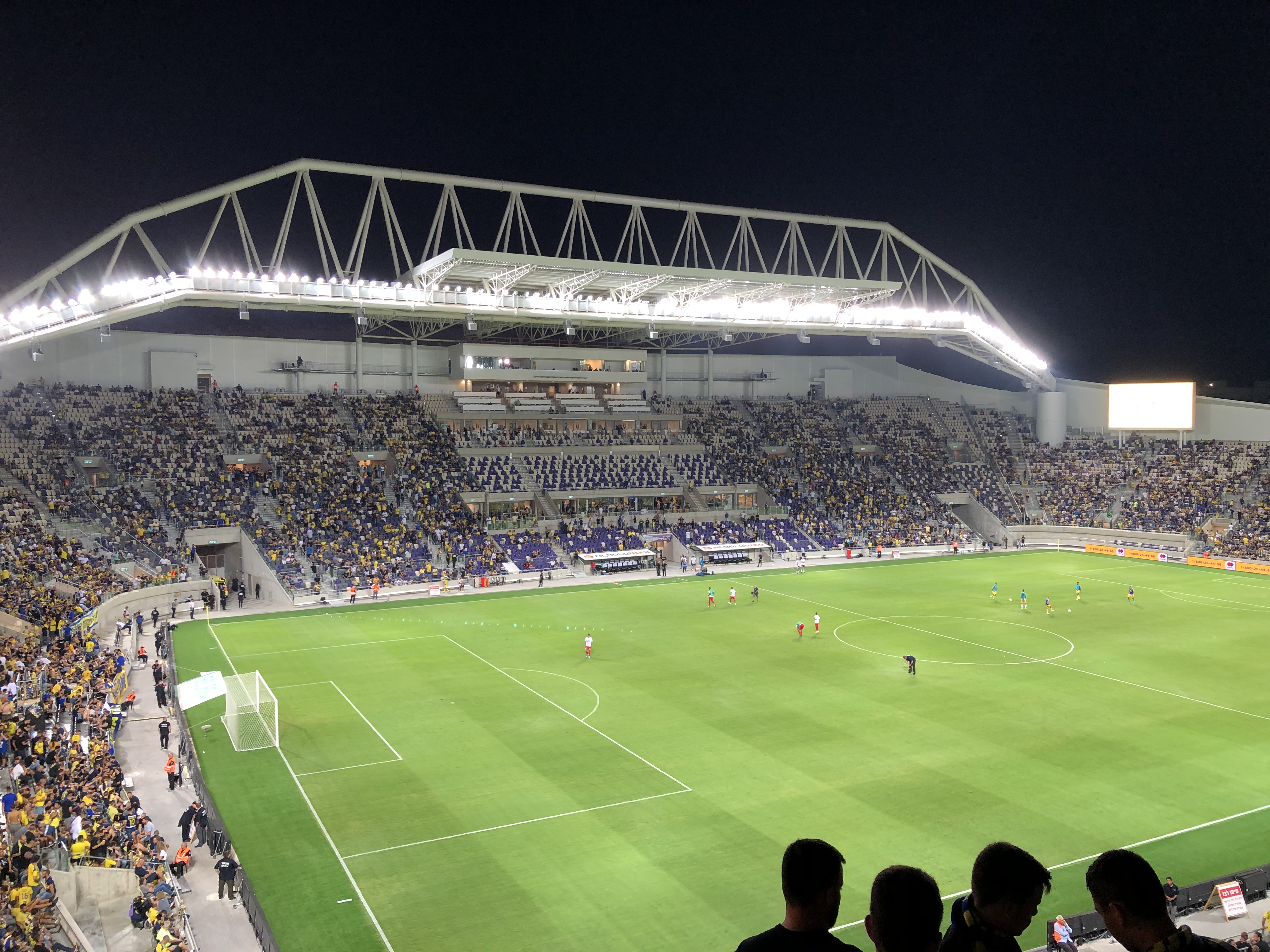
ورزشگاه بلومفیلد در تل آویو، محل ماکابی تل آویو، هاپوئل تل آویو و بنی یهودا

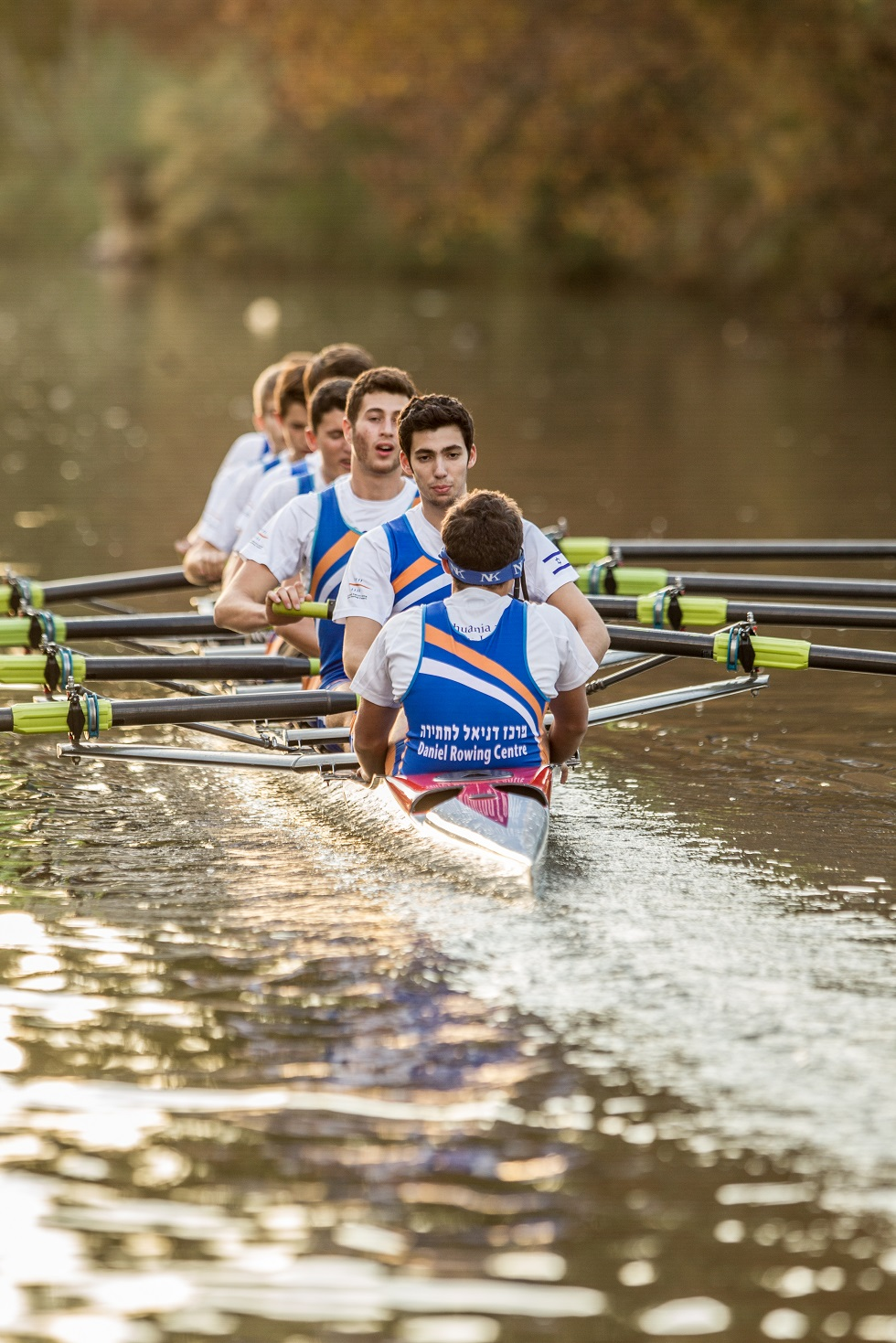
قایقرانی جوانان در مرکز قایقرانی دانیل

ورزش در اسرائیل نقش مهمی در فرهنگ اسرائیلی دارد و توسط وزارت فرهنگ و ورزش پشتیبانی می‌شود. محبوب‌ترین ورزش‌ها در اسرائیل به‌طور سنتی فوتبال و بسکتبال بوده‌است که ورزش ملی محسوب می‌شود و در هر دو تیم حرفه ای اسرائیل در سطح بین‌المللی رقابت می‌کنند. اسرائیل یک مرکز بین‌المللی برای ورزش یهودیان در سراسر جهان است و از سال ۱۹۳۲ بازی‌های ماکابیا، یک رویداد سبک المپیک برای ورزشکاران یهودی، در این کشور برگزار می‌شود. علی‌رغم استقرار اسرائیل در قاره آسیا، انجمن‌های ورزشی اسرائیل در رشته‌های مختلف ورزشی به دلیل امتناع بسیاری از کشورهای عربی آسیا از رقابت با ورزشکاران اسرائیلی، به انجمن‌های اروپایی تعلق دارند.
حمایت و بودجه دولت از ورزش در اسرائیل در مقایسه با سایر کشورهای غربی نسبتاً کم است. با این حال، بسیاری از ورزشکاران و تیم‌های اسرائیلی موفق به کسب موفقیت‌های بین‌المللی شدند. تیم ملی بسکتبال اسرائیل ۲ مدال طلا در بازی‌های آسیایی و ۱ مدال نقره در مسابقات قهرمانی اروپا کسب کرده‌است و باشگاه بسکتبال مکابی تل آویو با ۶ عنوان قهرمانی اروپا یکی از بهترین تیم‌های اروپا محسوب می‌شود. تیم ملی فوتبال اسرائیل قهرمان جام ملت‌های آسیا شده و تیم اسرائیل جام دیویس به نیمه نهایی جام دیویس ۲۰۰۹ رسیده‌است. در بازیهای المپیک، اسرائیل ۹ مدال کسب کرده‌است.

## تاریخ
آمادگی جسمانی یهودیان در قرن نوزدهم توسط ماکس نورداو و مفهوم او از یهودیت عضلانی ترویج شد. بازی‌های مکابیا، یک رویداد به سبک المپیک برای ورزشکاران یهودی که در سال ۱۹۳۲ افتتاح شد و هر چهار سال یک بار برگزار می‌شود.
در سال ۱۹۶۴، اسرائیل میزبان و قهرمان جام ملت‌های آسیا شد. در سال ۱۹۷۰، تیم ملی فوتبال اسرائیل به جام جهانی راه یافت که این یک موفقیت بزرگ برای فوتبال اسرائیل محسوب می‌شد. اسرائیل به دلیل فشار اعراب از بازیهای آسیایی ۱۹۷۸ کنار گذاشته شد.

## ورزش‌های محبوب

### فوتبال
فوتبال (فوتبال، כדורגל، Kaduregel) محبوب‌ترین ورزش در اسرائیل است. این ورزش تحت صلاحیت اتحادیه فوتبال اسرائیل است. این کشور در سال ۱۹۵۴ به کنفدراسیون فوتبال آسیا پیوست، اما در سال ۱۹۷۴ به دلیل فشار سیاسی اعضای عرب و مسلمان در زمینه درگیری‌های اعراب و اسرائیل اخراج شد. در سال ۱۹۹۲ به عنوان عضو پیوسته و در سال ۱۹۹۴ به عنوان یک عضو کامل در یوفا پذیرفته شد، بنابراین تیم‌های آنها به عنوان بخشی از اروپا در تمام مسابقات بین‌المللی شرکت می‌کنند.

### بسکتبال

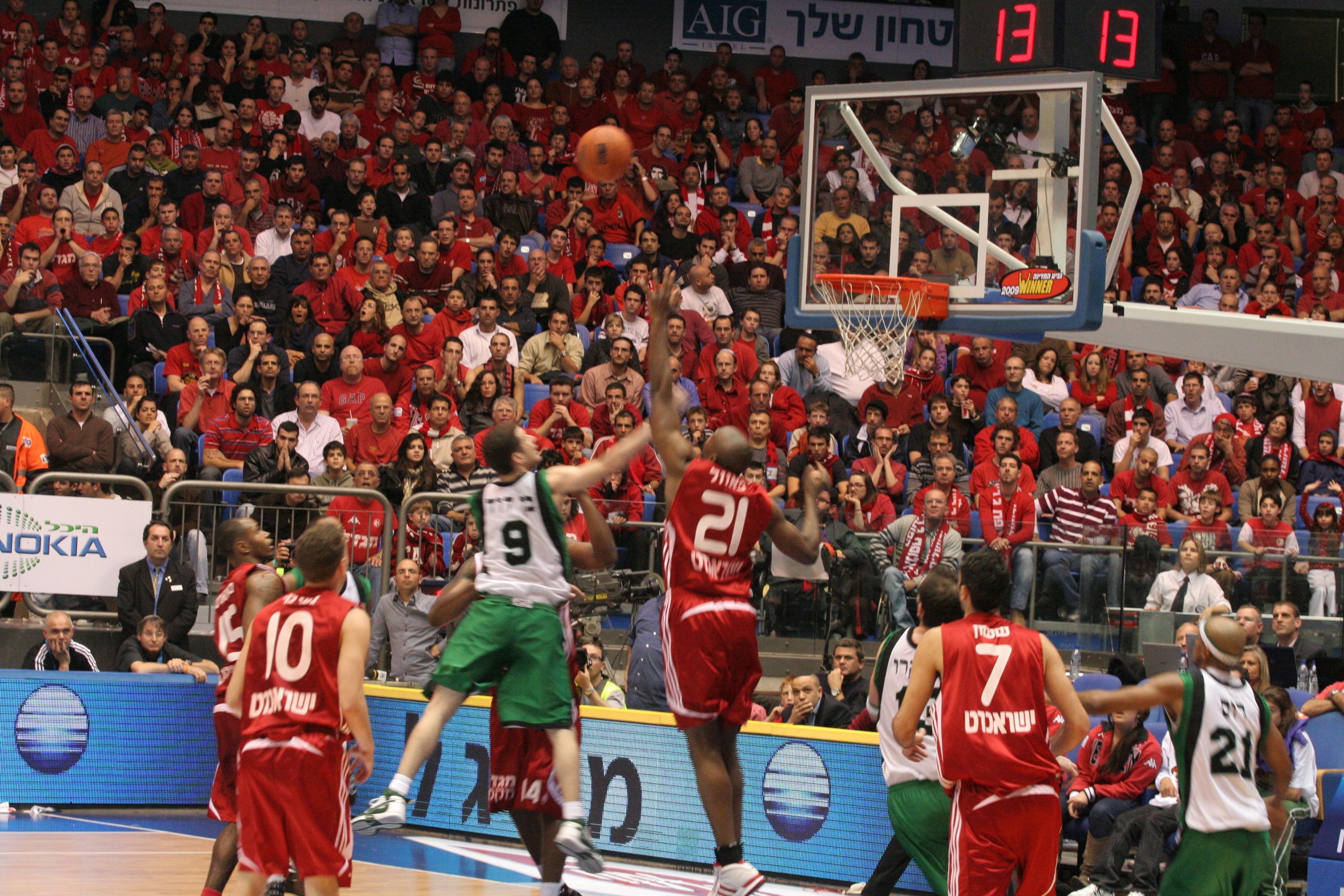
هاپوئل اورشلیم

بسکتبال (כדורסל، Kadursal) دومین ورزش محبوب اسرائیل است. هاپوئل اورشلیم، هاپوئل تل آویو و ماکبی تل آویو از تیم‌های محبوب و موفق در لیگ داخلی و از تیم‌های برتر اروپا هستند. ماکبی تل آویو ۶ بار در ۱۹۷۷، ۱۹۸۱، ۲۰۰۱، ۲۰۰۴، ۲۰۰۵ و ۲۰۱۴ قهرمان اروپا شده‌است. هاپوئل اورشلیم در سال ۲۰۰۴ قهرمان یوروکاپ شد.

### دو و میدانی
دو و میدانی در اسرائیل بیشتر حول بازیهای ماکبیا و بازیهای بین‌المللی المپیک متمرکز است، جایی که اسرائیل در طول تاریخ کوتاه خود به موفقیت‌های چشمگیری دست یافته‌است. الکساندر آوربوخ موفق‌ترین ورزشکار اسرائیلی دو و میدانی، با کسب سه مدال طلا در پرش با نیزه در مسابقات قهرمانی اروپا (۲۰۰۰ - داخلی، ۲۰۰۲ و ۲۰۰۶) و همچنین دو مدال در مسابقات قهرمانی جهان (۱۹۹۹ و ۲۰۰۱) است.

#### ماراتن
دوی ماراتن در اسرائیل محبوب است. ماراتن تیبریاس، ماراتن تل‌آویو و ماراتن اورشلیم هر ساله به ترتیب در ژانویه، فوریه و مارس برگزار می‌شوند. نیم ماراتن دیگری هر ساله در عین گدی، نزدیک دریای مرده برگزار می‌شود. در طول سال مسابقات مختلفی نیز در مناطق مختلف این کشور برگزار می‌شود.

### شطرنج
در حالی که شطرنج، به عنوان یک ورزش فکری، همیشه در اسرائیل بازی می‌شده‌است، ورود تعداد زیادی مهاجر یهودی از اتحاد جماهیر شوروی سابق در دهه ۱۹۹۰، بسیاری از بزرگان شطرنج را به اسرائیل آورده و علاقه به بازی را افزایش می‌دهد. بوریس گلفاند قهرمان جام جهانی ۲۰۰۹ است.

## بازی‌های المپیک
اسرائیل ۹ مدال المپیک کسب کرده‌است. گال فریدمن اولین مدال طلای المپیک اسرائیل را در بازی‌های المپیک تابستانی ۲۰۰۴ به دست آورد.

## رسانه‌های ورزشی
تلویزیون، رادیو، روزنامه‌ها و وب سایت‌های خبری در مورد ورزش اسرائیل بحث می‌کنند. در سال ۲۰۱۰، رادیوی ورزشی اسرائیل، اولین ایستگاه رادیویی ورزشی انگلیسی زبان این کشور تأسیس شد که ورزشهای اسرائیل و آمریکا را پوشش می‌داد.
لیگ‌های اصلی فوتبال از ورزش ۱، ورزش ۲ (هر دو متعلق به شرکت پخش چارلتون) و ورزش ۵ هستند. از دیگر کانال‌های ورزشی می‌توان به Eurosport و Fox Sports اشاره کرد.

## تحریم ورزشی اسرائیل
در اکتبر ۲۰۱۷، زمانی که یک اسرائیلی در مسابقات قهرمانی جودوی بین‌المللی در ابوظبی، امارات متحده عربی طلا گرفت، مقامات از برافراشتن پرچم اسرائیل و پخش سرود ملی اسرائیل خودداری کردند، در عوض سرود فدراسیون بین‌المللی جودو (IJF) را پخش کردند. و پرچم IJF را به اهتزاز درآورد، در حالی که برنده طلا، تال فلیکر، سرود ملی اسرائیل را خواند. امارات متحده عربی همچنین ورزشکاران اسرائیلی را از پوشیدن نمادهای کشورشان بر روی لباس منع کرد، مجبور به پوشیدن لباس‌های IJF بودند. سایر شرکت کنندگان نیز رفتار مشابهی داشتند. در ۲۴ مه ۲۰۱۸، تیمی از حقوقدانان بین‌المللی، از جمله پروفسور هاروارد، الن درشویتس، طرحی را برای شکایت به دادگاه بین‌المللی داوری ورزش علیه حذف پرچم و سرود اسرائیل در رویدادهای ورزشی در کشورهای عربی اعلام کردند. در ژوئیه ۲۰۱۸، فدراسیون بین‌المللی جودو دو مسابقه جودو گرند اسلم در تونس و ابوظبی را به دلیل ممنوعیت برافراشتن پرچم‌های اسرائیل لغو کرد. همچنین در جولای ۲۰۱۸، فدراسیون جهانی شطرنج اعلام کرد که اگر تونس به شرکت کنندگان اسرائیلی از جمله قهرمان دختر هفت ساله اسرائیلی ویزا ندهد، از میزبانی مسابقات بین‌المللی شطرنج در سال ۲۰۱۹ محروم خواهد شد. علاوه بر این، تیم‌های ورزشی از کشورهای مختلف عربی به تحریم ورزشکاران اسرائیلی در مسابقات بین‌المللی ادامه می‌دهند. هنگامی که آنها مقابل یک تیم اسرائیلی مساوی می‌شوند، برخی از تیم‌ها به جای آن بازی را از دست می‌دهند.